# Birgitte Hald
Birgitte Hald (født 26. maj 1964) er en dansk filmproducer og direktør og partner i filmselskabet Nimbus Film.
Hun er uddannet fra Den Danske Filmskoles producerlinje i 1993 og har produceret en række prisvindere.
Hun er datter af bank-prokurist Ernst Hald (død 1999) og farmakonom Ruth Hald, født Paarup. Hun blev gift den 15. december 2000 med rekvisitør Morten Isbrand., som hun har tre børn med. 